# Pieces of Nothing
Pieces of Nothing — це перший мініальбом ню-метал-гурту Drowning Pool. Він вийшов у 2000 році. Всі композиції, за винятком «Less Than Zero» пізніше були перезаписані та перекроєні для першого студійного альбому гурту — Sinner, який вийшов вже під визначним лейблом у 2001 році. Міні-альбом — надзвичайно раритетний, і більшість його копій — дублюються та розповсюджуються вже роками. 1 січня 2004 року було випущене друге видання альбому, цього разу вже під лейблом Crystal Clear.

## Список треків
Автор музики і слів Drowning Pool. 
| #     | Назва            | Тривалість |
| ----- | ---------------- | ---------- |
| 1.    | «Tear Away»      | 4:32       |
| 2.    | «Bodies»         | 3:46       |
| 3.    | «I Am»           | 4:01       |
| 4.    | «Told You So»    | 4:08       |
| 5.    | «Follow»         | 3:36       |
| 6.    | «Less Than Zero» | 4:31       |
| 25:34 |                  |            |

## Учасники
Drowning Pool
- Дейв Вільямс — вокал
- Майк Льюс — ударні
- СіДжей Пірс — гітара
- Стіві Бентон — баси